# Laura Ziskin
Laura Ellen Ziskin (San Fernando Valley, Califórnia, 3 de março de 1950 - Santa Mónica, Califórnia, 12 de junho de 2011) foi uma produtora de filmes estado-unidense.

## Carreira

### Cinema
Produtora
- Os Olhos de Laura Mars (The Eyes of Laura Mars) (1978)
- O Romance de Murphy (Murphy's Romance) (1985)
- Alta Traição (No Way Out) (1987)
- Morto à Chegada (D.O.A.) (1988)
- Fuga Sangrenta (The Rescue) (1988)
- Morrer de Amor (Everybody's All-American) (1988)
- Pretty Woman: Um Sonho de Mulher (Pretty Woman) (1990)
- O Que se Passa com Bob? (What About Bob?) (1991)
- Diagnóstico do Destino (The Doctor) (1991)
- O Herói Acidental (Hero) (1992)
- Disposta a Tudo (To Die For) (1995)
- Melhor é Impossível (As Good As It Gets) (1997)
- Homem-Aranha (Spider-Man) (2002)
- Homem-Aranha 2 (Spider-Man 2) (2004)
- Stealth - Ameaça Silenciosa (Stealth) (2005)
- Homem-Aranha 3 (Spider-Man 3) (2007)
- O Fantástico Homem-Aranha (The Amazing Spider-Man) (2012)
- O Mordomo (The Butler) (2013)